# Boris Kokoriew
Boris Borisowicz Kokoriew (ros. Борис Борисович Кокорев, ur. 20 kwietnia 1959 w Tbilisi, zm. 22 października 2018 w Moskwie) – rosyjski strzelec sportowy. Złoty medalista olimpijski z Atlanty.
Specjalizował się w strzelaniu z pistoletu. Brał udział w pięciu igrzyskach olimpijskich (IO 88, IO 92, IO 96, IO 00, IO 04). W 1996 triumfował w pistolecie dowolnym na dystansie 50 metrów. W tej konkurencji był pierwszy na mistrzostwach Europy w 1993, 1997 i 2005. Indywidualnie zdobył brąz mistrzostw świata w 1990 w pistolecie pneumatycznym na dystansie 10 metrów, trzykrotnie złoto mistrzostw Europy – 1986, 1992 i 1993 – srebro w 1992 i brąz w 1993.